# منتخب النرويج لكرة الأرض للسيدات
منتخب النرويج الوطني لكرة الأرض للسيدات هو ممثل النرويج الرسمي في المنافسات الدولية في كرة الأرض للسيدات.

## وصلات خارجية
- الموقع الرسمي